# Esercito del Württemberg
L'esercito del Württemberg (in tedesco ufficialmente Württembergische Armee), è stato l'esercito del ducato e poi del regno di Württemberg dal 1618 al 1918.

## Storia

### Il ducato di Württemberg
Nel periodo medievale anche per il ducato di Württemberg erano valide le convocazioni feudali, che lì continuarono 
per un periodo molto lungo, ovvero sino alla guerra dei trent'anni. In parallelo sino a quell'epoca era continuato il sistema di una milizia territoriale armata non dallo stato, ma in base alle possibilità del singolo, utilizzata esclusivamente per la difesa della patria. Nel 1618 per la prima volta il duca emise dei regolamenti con l'intento di uniformare le difese del paese, e dal 1619 chi voleva entrare a far parte della milizia o dell'esercito era tenuto a passare un esame specifico di selezione. I dati che furono raccolti rilevarono che solo il 10% della popolazione in realtà possedeva almeno un moschetto e quindi lo stato si convinse ad intervenire.
A partire dal 1622 vennero organizzati quattro reggimenti di fanteria, costituiti da 3 000 uomini ciascuno.
Gli uomini dell'esercito del Württemberg presero parte alla guerra dei trent'anni quando il duca Giulio Federico di Württemberg si alleò con re Gustavo II Adolfo di Svezia, impegnando 6 000 dei suoi uomini nelle campagne militari in Europa al comando del colonnello Pleickhard von Helmstädt; questi, sotto il comando generale degli svedesi, combatterono a Memmingen, Ravensburg, Wangen im Allgäu, Kempten, Offenburg e presero parte all'assedio di Villingen, il quale venne tolto solo dopo la battaglia di Nördlingen. Poco dopo la fine della guerra si rese necessario un nuovo decreto per ristrutturare le forze in essere dell'esercito e venne costituito il 1º reggimento con otto compagnie di fanteria e cinque compagnie di cavalleria, il 2º reggimento con otto compagnie di fanteria e quattro di cavalleria, il 3º reggimento con otto compagnie di fanteria e cinque di cavalleria e il 4º reggimento "Pflaumer" composto da otto compagnie di fanteria e da tre di cavalleria; questo passo risultò decisivo in quanto per la prima volta vennero inquadrate correttamente nelle forze armate delle compagnie di cavalleria, il cui uso nella guerra dei trent'anni si era dimostrato eccezionale. La metà delle compagnie di fanteria era composta da moschettieri, l'altra da picchieri.
L'esercito del Württemberg intervenne anche nel corso della guerra d'Olanda (1672–1679) inizialmente per difendere i confini del ducato dalla possibile invasione dei francesi a partire dal 1677.
Nella guerra di successione del Palatinato, tutte le truppe del Württemberg vennero utilizzate fuori dai confini del paese come truppe mercenarie a partire dal 14 maggio 1691. Quando il duca di Württemberg venne però fatto prigioniero dai francesi nel corso di uno scontro tra Pforzheim e Ötigsheim nell'autunno del 1692, per tutta risposta la duchessa Maddalena Sibilla prese il comando dell'esercito e inviò sul posto altri 3 000 uomini della milizia per liberarlo.
Il Settecento fu il secolo delle maggiori riforme per l'esercito del Württemberg. Sebbene tutti gli uomini di età compresa tra i 18 e i 36 anni fossero arruolati nella milizia rurale, iniziarono a manifestarsi le prime eccezioni, in particolare tra i membri dell'aristocrazia.

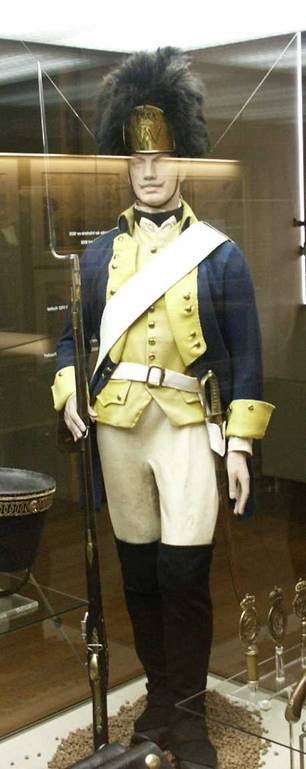
Divisa di fanteria del Württemberg nel 1767

Carlo Alessandro di Württemberg, feldmaresciallo del Sacro Romano Impero e duca di Württemberg, prese parte alle campagne militari al fianco di Eugenio di Savoia nella guerra di successione spagnola e nelle guerre contro i turchi, divenendo governatore di Belgrado dopo l'assedio del 1717 che strappò la città agli ottomani. Sotto il regno di Carlo II Eugenio di Württemberg (1737-1793), l'esercito ducale contava 
15 000 uomini e prese parte alla guerra dei sette anni al soldo della Francia. In questa guerra, Ludovico Eugenio, fratello cadetto di Carlo II Eugenio, comandò un reggimento al servizio della Francia che prese parte alla presa di Minorca nel 1756 e che poi passò al servizio dell'Austria. Nel 1760, Carlo II Eugenio si trovò a fronteggiare sul campo un altro suo fratello, Federico Eugenio, che era colonnello dell'esercito di Federico II di Prussia. Carlo II Eugenio, dopo aver subito una sconfitta ad opera dei prussiani, si ritirò rapidamente dalle operazioni e dopo la guerra fu lo stesso Federico Eugenio a succedere al trono del fratello, il quale successivamente lasciò l'esercito prussiano per porsi al servizio della Russia, divenendo anche governatore della città di Riga.
L'esercito del Württemberg, sotto minaccia dell'avanzata delle truppe francesi, prese parte alla guerra della prima coalizione antifrancese (1792-1795), dove venne mobilitata per l'ultima volta la milizia rurale del ducato. Il 10 febbraio 1794, il duca Ludovico Eugenio emanò l'ultimo decreto per la milizia rurale prescrivendo che in prima fascia sarebbero stati reclutati in difesa dei confini dello stato tutti gli uomini compresi tra i 17 ed i 30 anni, seguiti in seconda fascia da quelli tra i 31 ed i 40 ed in terza fascia quelli tra i 41 ed i 50, esclusi gli insegnanti, gli uomini di chiesa, i magistrati dei tribunali e gli ammalati o gli infermi. 14 000 persone in tutto vennero mobilitate nel corso di queste operazioni.

### Il regno di Württemberg

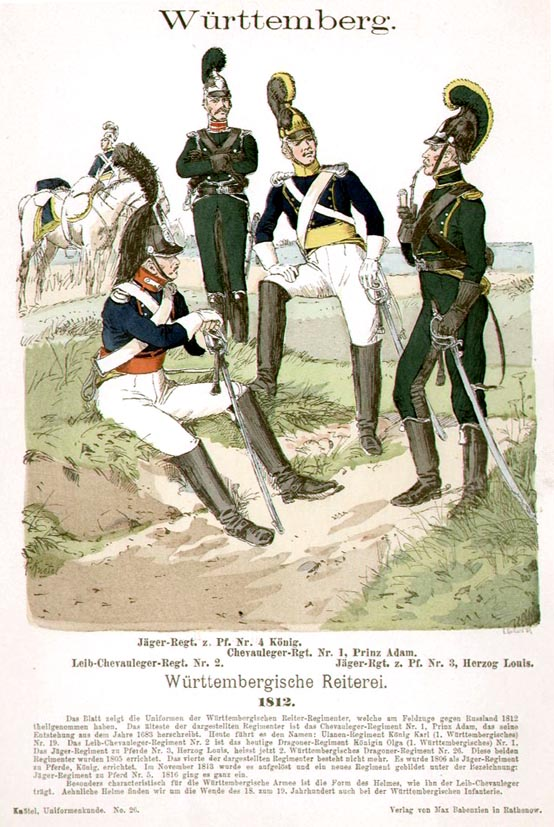
Cavalleria del Württemberg nel 1812

Le guerre napoleoniche comportarono il dispiegamento di truppe, sia con Napoleone che contro di lui. Per il neonato Regno del Württemberg, questo fu il periodo di guerra più lungo prima della prima guerra mondiale: le perdite subite durante le guerre di coalizione furono stimate in 269 ufficiali e circa 26 500 soldati in tutto. Quasi tre quarti di queste perdite si verificarono nelle guerre del 1812 e del 1813.
Nella campagna di Russia del 1812, le truppe del Württemberg, alleate coi francesi di Napoleone, furono completamente schiacciate dalla resistenza russa, pur riuscendo a non perdere nessuna delle loro insegne nelle mani del nemico. Il 24 ottobre 1812, prima del ritorno dei superstiti nel Württemberg, il re aveva ordinato la creazione di nuove unità per l'immediata discesa in campo.
Anche se re Federico decise nel 1813 di schierarsi con la coalizione composta da Russia, Prussia e Austria, quindi contrapponendosi ora a Napoleone, ebbe modo di lamentarsi violentemente al passaggio non autorizzato della brigata normanna dell'esercito austriaco il 18 ottobre 1813 nei pressi di Lipsia, creando tensioni all'interno della coalizione.
Quando venne costituita la Confederazione germanica dopo il crollo del Sacro Romano Impero ed il Congresso di Vienna, il regno del Württemberg venne obbligato a fornire degli uomini che andarono a costituire parte dell'VIII corpo d'armata dell'esercito federale, per un totale di 13 955 unità ( 
10 826 fanti, 
1 994 cavalieri e 
1 145 artiglieri con 18 cannoni).
Re Federico morì il 30 ottobre 1816. Il suo successore, re Guglielmo I , che già come principe ereditario aveva guidato il contingente del Württemberg contro i napoleonici, ancora da sovrano amava considerarsi membro dell'esercito e commilitone dei suoi soldati. Nel 1817 portò avanti una profonda riorganizzazione dell'esercito del Württemberg, privilegiando per la prima volta l'efficienza all'aspetto esteriore, riuscendo con una certa facilità a compiere queste operazioni dal momento che la Confederazione germanica non aveva mai legiferato in tal senso. Rispetto al passato, Guglielmo I abolì i proprietari di reggimenti privati e per la prima volta creò un esercito completamente indipendente dalle sovvenzioni dei singoli, e a completo carico dello stato. Sebbene quella nuova organizzazione comportasse una maggiore spesa, assicurava però un'ottima resa e una totale uniformità.
Nella guerra dello Schleswig-Holstein, il Württemberg fornì una brigata combinata radunata sotto il generale Moriz von Miller, composta da una forza totale di 4 938 uomini, 
1 161 cavalli e 6 cannoni da sei libbre. Il 21 agosto 1848, la brigata marciò in sei colonne da Ludwigsburg ad Altona, viaggiando anche in parte tramite l'uso del battello a vapore da Mannheim a Colonia, in parte in treno tra Francoforte sul Meno e Kassel. Ad Altona, il Generalleutnant von Miller prese il comando di una divisione composta da truppe del Württemberg, del Baden e dell'Assia-Darmstadt. Il maggiore generale Wilhelm von Urach assunse il comando della brigata del Württemberg. La divisione venne rimandata in patria dopo la firma dell'armistizio di Malmö, lasciando sul posto solo il 2º battaglione dell'8º reggimento di fanteria assieme ad altri uomini di altri eserciti nazionali che combatterono poi nella battaglia di Ulderup. Ad agosto del 1849 tutti gli uomini dell'esercito del Württemberg tornarono a casa.
Nella guerra austro-prussiana, per ragioni storiche e di alleanza oltre che di posizione geografica, il regno del Württemberg concluse un'alleanza con l'Austria, mettendo in campo otto reggimenti di fanteria, tre di cavalleria, tre battaglioni di cacciatori, due batterie di artiglieria ed il proprio corpo di pionieri e di pontieri. Quando ad ogni modo l'Austria venne sconfitta, il Württemberg fu tra i primi a sottoscrivere un'"alleanza di protezione" inizialmente segreta con la Prussia già dal 1867, con l'intento ancora una volta di garantirsi un periodo di pacificazione per procedere alla riforma sostanziale del proprio esercito, prendendo a modello i regolamenti dell'esercito prussiano.

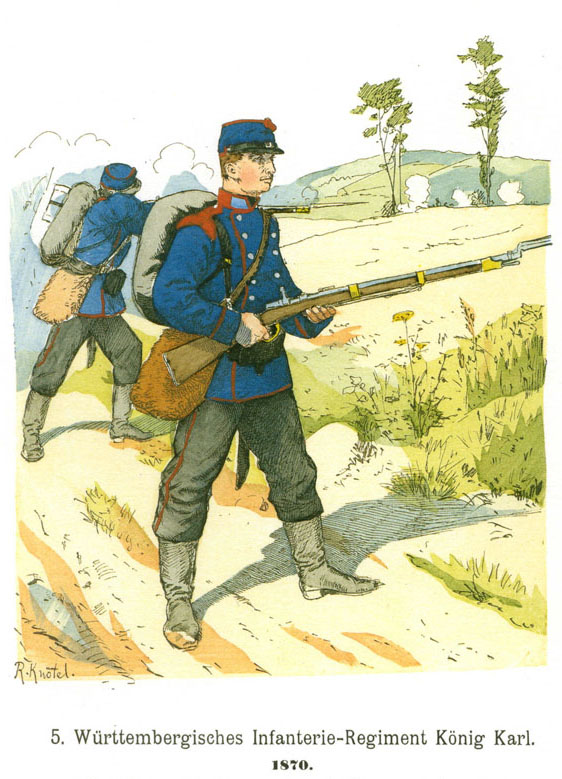
Un soldato dell'esercito del Württemberg nel 1870

Al fianco della Prussia, il Württemberg prese parte alla guerra franco-prussiana del 1870-1871 andando a costituire una divisione come parte della III armata prussiana, sottoposta al comando del principe ereditario Federico Guglielmo. Dal 2 agosto 1870, la divisione del Württemberg si unì a quella del Baden e venne posta sotto il comando del V corpo d'armata prussiano. Con la vittoria della Prussia e la creazione dell'Impero tedesco, l'esercito del Württemberg costituì una parte indipendente all'interno dell'esercito tedesco. Il XIII corpo d'armata del Württemberg, con sede a Stoccarda, a cui erano subordinate due divisioni (26^ a Stoccarda e 27^ a Ulma). Inoltre, le truppe del Württemberg parteciparono all'istituzione del XV corpo d'armata di sede a Strasburgo. Con queste formazioni l'esercito locale prese parte alla prima guerra mondiale, venendo poi sciolto nel 1918.